# Saíde ibne Anre Alharaxi
Saíde ibne Anre Alharaxi (em árabe: سعيد بن عمرو الحرشي; romaniz.: Saʿīd ibn ʿAmr al-Ḥarashī; fl. 720-735) foi um proeminente general e governador do Califado Omíada, que desempenhou um papel importante no Guerras árabo-cazares.

## Vida

Cáucaso em ca. 740

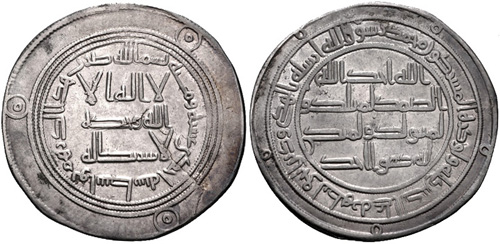
Dirrã de Hixame ibne Abedal Maleque

Saíde ibne Anre Alharaxi era um caicita de Quinacerim. Aparece ao lado do príncipe omíada e general Maslama ibne Abedal Maleque em 720, quando o último foi enviado ao Iraque para reprimir a rebelião de Iázide ibne Almoalabe. Omar ibne Hubaira, que foi instalado como o novo governador do Iraque, nomeou Saíde como governador de Baçorá e, logo depois (em 722-723), do Coração. Nesta posição, conseguiu restaurar rapidamente a posição muçulmana na Transoxiana, que foi ameaçada por uma rebelião soguediana em larga escala e os primeiros ataques dos nômades do Grão-Canato Turguexe. Reuniu os muçulmanos e partiu para a ofensiva, esmagando os rebeldes soguedianos perto de Samarcanda e, em seguida, capturando a importante cidade de Cujanda, restaurando assim o controle muçulmano sobre a maior parte da Transoxiana, exceto o vale de Fergana. No entanto, sua brutalidade em suprimir a revolta soguediana, e sua aplicação estrita da jizia sobre a população nativa, meramente reforçou sua hostilidade ao domínio árabe. Apesar de suas medidas opressivas, no entanto, não foi capaz de encaminhar receitas fiscais suficientes para o Iraque e foi substituído por Muslim ibne Saíde Alquilabi.
Após sua demissão, voltou à Síria. Reaparece em dezembro de 730, quando foi chamado para interromper o avanço sem precedentes dos cazares no Califado Omíada após sua vitória esmagadora na Batalha de Marje Ardabil. O califa Hixame ibne Abedal Maleque, perto do pânico, trouxe Saíde para sua residência em Rusafa e o nomeou para liderar um exército contra os cazares, mas tinha poucas tropas em mãos. Em vez disso, deu a Saíde uma lança que se dizia ter sido usada na Batalha de Bader como seu estandarte, bem como 100 000 dirrãs de prata para recrutar homens enquanto seguia para o norte. Embora as forças que pudesse reunir imediatamente (incluindo sobreviventes de Ardabil, que tiveram que receber dez dinares de ouro para serem persuadidos a lutar) fossem pequenas, conseguiu recuperar Aquelate no Lago de Vã. De lá, se mudou para o norte para Barda e para o sul novamente para aliviar o cerco de Uartã. Perto de Bajaruã, encontrou um exército cazar de 10 000 homens sob o filho do grão-cã, que derrotou, matando a maioria dos cazares e resgatando os prisioneiros que tinham com eles. Os cazares sobreviventes fugiram para o norte, com Saíde em sua perseguição. Apesar desse sucesso, foi destituído de seu comando no início de 731 e até mesmo preso por um tempo em Cabala como resultado do ciúme de Maslama ibne Abedal Maleque, a quem Hixame agora nomeava governador da Armênia e Azerbaijão e acusado de comando contra os cazares.
Na primavera de 733, no entanto, foi reabilitado e nomeado, por sua vez, governador da Armênia e Azerbaijão, após o desempenho um tanto sem brilho de Maslama e outro príncipe omíada, Maruane ibne Maomé (o futuro Maruane II), contra os cazares nos anos anteriores. No entanto, durante o mandato de Saíde, permaneceu na defensiva, possivelmente como resultado do esgotamento de suas tropas no longo conflito com os cazares. Devido à perda de sua visão, Saíde foi forçado a renunciar ao cargo, provavelmente no início de 735.

## Família
Saíde tinha vários filhos que foram líderes militares e governadores tanto dos omíadas quanto dos abássidas: Iázide foi morto na Ifríquia, Nader era governador do Iraque de Maruane II, Ambaçá comandou as tropas de Quinacerim em 785/786 e outro, Iáia, serviu como governador do Egito em 779/780.